# 蓬勃堡
蓬勃堡，即蓬勃堡暗沙，属南薇滩一暗礁。目前由越南控制，中国声称擁有其主权。

## 历史
- 1935年中国的公布名称为傍俾炮台滩。
- 1947年和1983年中国的公布名称为蓬勃堡。有外文图书称其为Bombay Castle[1]。

## 地质地形
该滩呈鞋底形，由珊瑚与珊瑚沙组成，水深3.2-16.4m。